# Re Titti
Re Titti (King Tweety) è un film d'animazione direct-to-video del 2022 diretto da Careen Ingle.
La pellicola ha come protagonista il canarino Titti dei Looney Tunes, prodotto dalla Warner Bros. Animation, ed è il secondo film direct-to-video con protagonista Titti dopo Titti turista tuttofare del 2000.

## Trama
In seguito alla misteriosa scomparsa di Aoogah, la regina delle isole Canarie, Titti diventa inaspettatamente re del luogo in ordine di successione. Una volta giunti sul posto, la Nonna e Silvestro dovranno sventare un diabolico complotto ordito contro di lui da parte dell'infido stregone e consigliere di corte Diego von Schniffenstein, che vuole prenderne il posto a sua insaputa.

## Doppiaggio
| Personaggio              | Doppiatore originale | Doppiatore italiano |
| ------------------------ | -------------------- | ------------------- |
| Titti                    | Eric Bauza           | Ilaria Latini       |
| Silvestro                | Eric Bauza           | Davide Perino       |
| Larry Bird               | Eric Bauza           |                     |
| Stewart                  | Eric Bauza           |                     |
| Harold                   | Flula Borg           |                     |
| Thaddeus Fishley Esq.    | Flula Borg           |                     |
| Regina Uncino            | Carlease Burke       |                     |
| Diego von Schniffenstein | Jon Daly             | Dario Oppido        |
| Rodrigo il Cane          | Regi Davis           |                     |
| Charlie "Bird" Parker    | Regi Davis           |                     |
| Izza                     | Dana DeLorenzo       |                     |
| Floorbo                  | Careen Ingle         |                     |
| Beep Beep                | Riki Lindhome        | Tiziana Martello    |
| Nonna                    | Candi Milo           | Monica Bertolotti   |
| Green Bean               | Candi Milo           |                     |
| Lady Bird Johnson        | Candi Milo           |                     |
| Aoogah                   | Nicole Thurman       | Eva Padoan          |
| Sede ufficiale           | Mark Whitten         |                     |

## Distribuzione
Nel suo Paese d'origine, il film è stato distribuito in DVD-Video il 14 giugno 2022.